# Challenger AEGON Trophy
El AEGON Trophy es un torneo profesional de tenis disputado en pistas de hierba. Pertenece al ATP Challenger Series. Se juega desde el año 2009, en Nottingham, Inglaterra.

## Palmarés

### Individuales
| Año         | Campeón           | Finalista          | Resultado           |
| ----------- | ----------------- | ------------------ | ------------------- |
| 2021        | Alex Bolt         | Kamil Majchrzak    | 4–6, 6–1, 6–4       |
| 2020 - 2015 | No se disputó     | No se disputó      | No se disputó       |
| 2014        | Marcos Baghdatis  | Marinko Matosevic  | 6-4, 6-3            |
| 2013        | Matthew Ebden     | Benjamin Becker    | 7-5, 4-6, 7-5       |
| 2012        | Benjamin Becker   | Dmitry Tursunov    | 4–6, 6–1, 6–4       |
| 2011        | Gilles Müller     | Matthias Bachinger | 7–6(4), 6–2         |
| 2010        | Ričardas Berankis | Go Soeda           | 6–4, 6–4            |
| 2009        | Brendan Evans     | Ilija Bozoljac     | 6-7(4), 6-4, 7-6(4) |

### Dobles
| Año         | Campeones                        | Finalistas                       | Resultado            |
| ----------- | -------------------------------- | -------------------------------- | -------------------- |
| 2021        | Marc Polmans Matt Reid           | Benjamin Bonzi Antoine Hoang     | 6–4, 4–6, 10–8       |
| 2020 - 2015 | No se disputó                    | No se disputó                    | No se disputó        |
| 2014        | Chris Guccione Rajeev Ram        | Colin Fleming Andre Sá           | 6-72, 6-2, 11-9      |
| 2013        | Jamie Murray John Peers          | Ken Skupski Neal Skupski         | 6-2, 63-7, 10-6      |
| 2012        | Treat Conrad Huey Dominic Inglot | Jonathan Marray Frederik Nielsen | 6–4, 6–7(9), [10–8]  |
| 2011        | Colin Fleming Ross Hutchins      | Dustin Brown Martin Emmrich      | 4–6, 7–6(6), [13–11] |
| 2010        | Colin Fleming Ken Skupski        | Eric Butorac Scott Lipsky        | 7–6(3), 6–4          |
| 2009        | Eric Butorac Scott Lipsky        | Colin Fleming Ken Skupski        | 6-4, 6-4             |